# Emily Saliers
Cet article possède un paronyme, voir Salier.
Emily Saliers née le 22 juillet 1963, à New Haven (Connecticut, États-Unis) est membre du groupe de folk-rock américain Indigo Girls.

## Biographie
Emily Saliers naît le 22 juillet 1963 à New Haven, dans le Connecticut. Son père, Don Saliers, est professeur de théologie à l'Université Emory à Atlanta ; sa mère, née Jane Firmin, est libraire pour enfants dans la même ville.
Elle est scolarisée à la Laurel Ridge Elementary School, dans le Comté de DeKalb (Géorgie) tout près de Decatur, où elle rencontre sa future partenaire des Indigo Girls, Amy Ray, d'un an sa cadette,.  Après son diplôme de fins d'études secondaires, Emily Saliers étudie l'anglais à l’université Tulane de La Nouvelle-Orléans. Elle rentre en Géorgie en 1984 et termine ses études à l'Université Emory à Atlanta.
Elle est mariée depuis 2013 à Tristin Chipman, avec qui elle a un enfant.

### Vie privée
Emily Saliers est ouvertement lesbienne.

## Discographie

### Indigo Girls

#### Albums Studio
- 1987 : Strange Fire, Indigo Girls, Indigo Records
- 1989 : Indigo Girls, Indigo Girls, Epic Records / Sony Music Entertainment
- 1990 : Nomads Indians Saints, Indigo Girls, Epic Records / Sony Music Entertainment
- 1992 : Rites Of Passage, Indigo Girls, Epic Records / Sony Music Entertainment
- 1994 : Swamp Ophelia, Indigo Girls, Epic Records / Sony Music Entertainment
- 1997 : Shaming Of The Sun, Indigo Girls, Epic Records / Sony Music Entertainment
- 1999 : Come On Now Social, Indigo Girls, Epic Records / Sony Music Entertainment
- 2002 : Become You, Indigo Girls, Epic Records / Sony Music Entertainment
- 2004 : All That We Let In, Indigo Girls, Epic Records / Sony Music Entertainment
- 2005 : Rarities, Indigo Girls, Epic Records / Sony Music Entertainment
- 2006 : Despite Our Differences, Indigo Girls, Hollywood Records

#### Albums Live
- 1989 : Reverse 1 Live, Indigo Girls, Epic Records / Sony Music Entertainment
- 1990 : Land Of Canaan + Five Live, Indigo Girls, Epic Records / Sony Music Entertainment
- 1991 : Back On The Bus Y’all, Indigo Girls, Epic Records / Sony Music Entertainment
- 1995 : 1200 Curfews, Indigo Girls, Epic Records / Sony Music Entertainment
- 2010 : Staring Down The Brilliant Dream, Indigo Girls, Vanguard / Concord Music Group

## Filmographie

### Comme actrice
- 1995 : Avec ou sans hommes de Herbert Ross : Indigo Girls
- 2015 : Transparent, série télévisée américaine de Jill Soloway : Indigo Girls
- 2016 : Ben & Ara de Nnegest Likké : Andrea

### Live et documentaires
- 1998 : Watershed: 10 Years of Underground Video de Susan Lambert : Indigo Girls
- 2000 : Live at the Fillmore in Denver de Michael Drumm : Indigo Girls
- 2004 : Live At The Uptown Lounge de Tamra Davis : Indigo Girls
- 2009 : Live at the Roxy de Mark Lucas : Indigo Girls
- 2015 : Making of One Lost Day de Kathlyn Horan : Indigo Girls